# Кшчонув (Лодзинське воєводство)
Кшчонув (пол. Krzczonów) — село в Польщі, у гміні Джевиця Опочинського повіту Лодзинського воєводства.
Населення — 569 осіб (2011).
У 1975-1998 роках село належало до Радомського воєводства.

## Демографія
Демографічна структура станом на 31 березня 2011 року:
|          | Загалом | Допрацездатний вік | Працездатний вік | Постпрацездатний вік |
| -------- | ------- | ------------------ | ---------------- | -------------------- |
| Чоловіки | 284     | 64                 | 191              | 29                   |
| Жінки    | 285     | 62                 | 151              | 72                   |
| Разом    | 569     | 126                | 342              | 101                  |